# Wychody
Wychody – wieś w Polsce położona w województwie lubelskim, w powiecie zamojskim, w gminie Zamość.
| SIMC    | Nazwa      | Rodzaj    |
| ------- | ---------- | --------- |
| 0906806 | Wymysłówka | część wsi |

W latach 1975–1998 miejscowość administracyjnie należała do województwa zamojskiego.
Wieś jest sołectwem w gminie Zamość. Według Narodowego Spisu Powszechnego z roku 2011 wieś liczyła 242 mieszkańców.
Wierni Kościoła rzymskokatolickiego należą do parafii św. Andrzeja Boboli w Kosobudach.

## Historia
Wieś powstała w II połowie XIX stulecia w zalesionej partii dóbr ordynackich. Rozwój miejscowości nastąpił dopiero w okresie międzywojennym i po II
wojnie światowej. W 1900 roku pobudowano we wsi za „cerkiewne pieniądze” drewniany budynek szkoły i stróżówki. Rusyfikacja nie była dobrze przyjęta przez mieszkańców, którzy niechętnie posyłali dzieci do szkoły żądając szkoły polskiej.